# Wetardwerghoningeter
De wetardwerghoningeter (Myzomela kuehni) is een zangvogel uit de familie Meliphagidae (honingeters). Deze vogel is genoemd naar zijn ontdekker, de Duitse natuuronderzoeker en entomoloog Heinrich Kühn (1860-1906).

## Verspreiding en leefgebied
Deze soort is endemisch op het eiland Wetar (Kleine Soenda-eilanden, Indonesië).

## Status
De grootte van de populatie is in 2012 geschat op 20.000-50.000 volwassen vogels. Op de Rode lijst van de IUCN heeft deze soort de status niet bedreigd.